# Venucia V-Online
Venucia V-Online — компактний кросовер, що виробляється компанією Dongfeng Nissan під брендом Venucia. 
Китайська назва — Da-V (大V), яку іноді називають Big V або Grand V.

## Історія

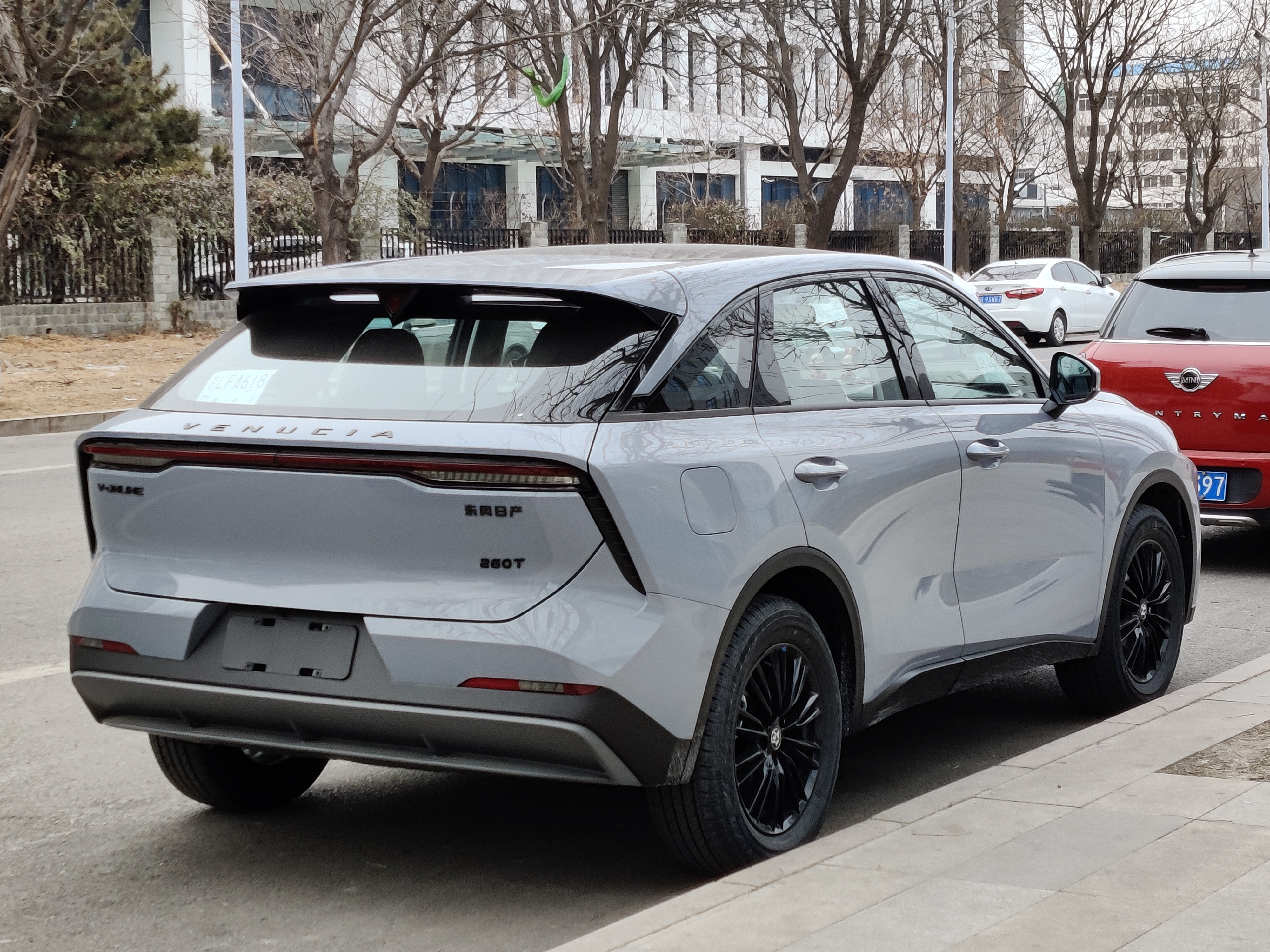

V-Online розташований нижче Venucia Xing і був представлений 20 серпня 2021 року.  
Невдовзі після цього він надійшов у продаж у материковому Китаї.

## Технічні характеристики
4,56-метровий V-Online оснащений 1,5-літровим бензиновим двигуном потужністю 187 к.с. (140 кВт). Автомобіль має передній привід і 7-ступінчасту коробку передач з подвійним зчепленням.  
Він розганяється до 100 км/год за 8,8 секунди.